# Napoleonka

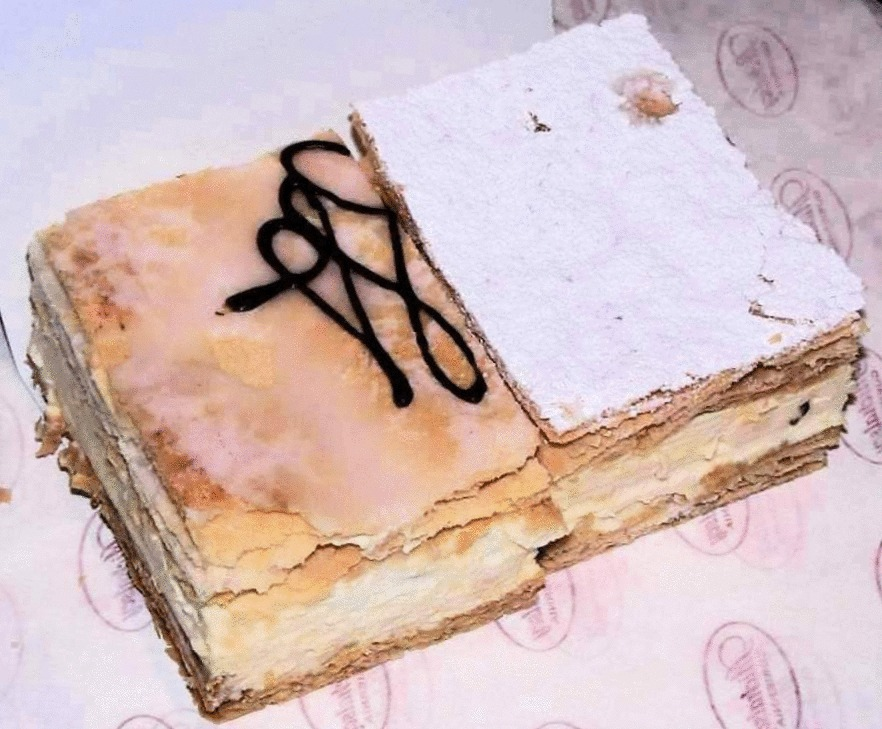
Dos típicas napoleonkas.

La napoleonka o kremówka (en eslovaco Krémeš, en alemán Cremeschnitte) es un pastel de crema polaco. Está hecho de dos capas de hojaldre, rellenas de nata montada, crema de mantequilla, crema de vainilla o algunas veces crema de clara de huevo y generalmente es espolvoreado con azúcar glas. También se puede decorar con crema o cubrirlo con una capa de glaseado.
En algunos sitios de Polonia, el pastel es conocido como kremówka ("pastel de crema") y en otros como napoleonka. El pastel en sí es una variación del milhojas, un postre francés.
Algunas veces, el kremówka puede contener alcohol, esta versión se hizo popular a raíz de una historia falsa de que al Papa Juan Pablo II le gustaba esta variante. En realidad, al Papa le gustaba la versión tradicional del kremówka.